# 源毒
《源毒》（又译作）是2001年电子角色扮演游戏，对应Windows平台。游戏由汤姆·霍尔和达拉斯离子风暴游戏工作室制作。
游戏获得媒体较正面的评价。